# Anjos (Lissabon)
Anjos war eine portugiesische Gemeinde (Freguesia) im 2. Bairro der Hauptstadt Lissabon. Der Name der Gemeinde stammt von dieser kleinen Kirche „Os Santos Anjos“. In Anjos befinden sich ein Freibad und ein Sportplatz.

## Geographie und Bevölkerung
Sie war von den Nachbargemeinden Pena, São Jorge de Arroios, Penha de França, Graça, Santiago und Socorro umgeben. In der 0,49 km² großen Gemeinde wohnten 9766 Einwohner (Stand: 30. Juni 2011).

## Geschichte
1147 wurden auf dem Gebiet von Anjos die Gemeinden Santa Justa und Rufina gegründet. Im 16. Jahrhundert wurde Santa Justa aufgeteilt in die Gemeinden Anjos, Arroios, Pena, São José, São Sebastiao da Pedreira und Socorro. In den Stadtarchiven finden sich Aufzeichnungen über eine Pfarrei in Anjos 1564/69. Pfarrkirche wurde die bisherige Kapelle Os Santos Anjos (der Heiligen Engel), die so zur Namensgeberin der Gemeinde wurde.
Das Erdbeben von Lissabon 1755 führte auch in Anjos zu enormen Verwüstungen. Beim Wiederaufbau entstanden viele neue Straßenzüge. Plünderer wurden auf dem Platz Santa Barbara hingerichtet. Den Platz, der früher Largo das Fontainhas hieß, gibt es noch heute. Von diesem „Platz der Brunnen“ speisten Quellen die Bewässerung der umliegenden Felder.
Ende des 19. Jahrhunderts begann man mit dem Bau neuer Stadtviertel: Andrade, Inglaterra (deutsch England) und 1930 das Distrito de Novas Nações (deutsch Neue Nationen). Andrade liegt hinter der Kirche von Anjos. Benannt wurde es nach dem Besitzer der Grundstücke Manuel Goncalves Pereira de Andrade. Die Straßen in dem Viertel erhielten den Namen von Frauen seiner Familie. Hauptverkehrsweg wurde die Avenue D. Amélia, die seit der Errichtung der Republik Av. Almirante Reis heißt.
Zum Stadtteil Inglaterra gehören die Hügeln Franca (deutsch Frankreich). Er hieß früher Brás Simoes, nach dem Lissaboner Kaufmann und Besitzer der bebauten Geländen. Der Name wurde zur Zeit des Ersten Weltkrieges geändert. Die Straßen des Viertels tragen die Namen von britischen Städten wie Cardiff, Manchester und Liverpool und den Briten John Milton und Isaac Newton.
Der Stadtteil Novas Nações hieß bis zum 25. April 1974 Distrito de Colônias (deutsch Stadtteil der Kolonien) und vor 1967 Charca. Die Straßen sind nach ehemaligen portugiesischen Kolonien benannt. Hier findet man die Straßen Angola, Cabo Verde, Guiné, Ilha do Príncipe, Ilha de S.Tomé, Macau, Mocambique, Timor und Zaire sowie den Largo dos Novas Nações.
Am 29. September 2013 wurde Anjos im Rahmen der Gebietsreform der Stadt Lissabon als Gemeinde aufgelöst und Teil der neuen Gemeinde Arroios.

## Persönlichkeiten
- Duarte Leão Cabreira (1811–1881), Kolonialoffizier